# Новый (Сланцевский район)
Новый — посёлок в Старопольском сельском поселении Сланцевского района Ленинградской области.

## История
- Земли посёлка Новый на карте 1919 года

Посёлок учитывается областными административными данными с 1 января 1954 года в Лососкинском сельсовете Осьминского района.
С 1961 года, в составе Сланцевского района.
С 1963 года, в составе Кингисеппского района.
По состоянию на 1 августа 1965 года посёлок Новый входил в состав Ложголовского сельсовета Кингисеппского района. С ноября 1965 года, вновь в составе Сланцевского района. В 1965 году население посёлка составляло 152 человека.
По данным 1973 года посёлок Новый входил в состав Ложголовского сельсовета.
По данным 1990 года посёлок Новый входил в состав Старопольского сельсовета.
В 1997 году в посёлке Новый Старопольской волости проживали 8 человек, в 2002 году — 6 человек (все русские).
В 2007 году в посёлке Новый Старопольского СП проживали 8 человек, в 2010 году — 3 человека.

## География
Посёлок расположен в северо-восточной части района на автодороге 41К-161 (Ликовское — Новый — Овсище).
Расстояние до административного центра поселения — 18 км.
Расстояние до ближайшей железнодорожной станции Веймарн — 40 км.
К юго-западу от посёлка находится Даниловское болото.

## Демография
| 2007 | 2010 | 2017 |
| ---- | ---- | ---- |
| 6    | ↘3   | ↗5   |